# Rissoelloidea
Rissoelloidea zijn een superfamilie van slakken.

## Taxonomie
De volgende familie is bij de superfamilie ingedeeld::
- Rissoellidae Gray, 1850